# Розмова Дніпра з Дунаєм
Розмова Дніпра з Дунаєм  — українська дума побудована як діалог двох річок Дніпра і Дунаю, з глибоко символічним змістом. Описує походи запорозьких козаків і боротьбу їх з ворогами. В думі міститься відгомін первинної форми освоєння дійсності, обумовленої колективним підсвідомим сприйняттям. Хоча первісно-поетичний герой думи зображений персоніфіковано, він все ж наділений чіткістю розуміння своєї ролі у формуванні долі України. Персоніфікований первісно-поетичний тип в образі Дніпра самодостатній у своїх діях і вивершений над простою буденністю. 
Дума містить значну кількість композиційних і сюжетних метафор наприклад "Тихий Дунаю, Що я своїх козаків на тобі не видаю?" — цей рядок є натяком на попередні бойові походи запорозьких козаків в напрямку гирла Дунаю. "Город-цар" — тут згадується Царгород."Твої козаки на черкеській горі пробувать" — іншими словами на Північному Кавказі, в тих краях де жили черкеси."Холодної води в барила набирають" — в цьому рядку йдеться про гірські річки, як відомо вода у них завжди холодна та швидка. "До річки Хортиці прибували..." — іншими словами на острів Хортицю що на Дніпрі, у часи функціонування Запорозької Січі він був її головним опорним пунктом: на ньому запорозькі козаки зводили укріплення, і з нього збиралися в походи на татарсько-турецьких і польсько-шляхетських супротивників. "Очертою сідали..." — тут мається на увазі що сідали колом в центрі Січі, тобто на її майдані. "Річки низовії, помощниці Дніпровії" — метафоричний вислів, який є, узагальненням символічної спільності дій козаків Запорозької Січі та козацьких сил, що вели справи на нижніх притоках Дніпра. 

## Текст
Питається Дніпр тихого Дунаю:
«Тихий Дунаю,
Що я своїх козаків на тобі не видаю?
Чи твоє дунайськеє гирло моїх козаків пожерло,
Чи твоя Дунай-вода моїх козаків забрала?»
Промовить тихий Дунай до Дніпра-Славути:
«Дніпр-батьку, Славуто!
Сам собі думаю да гадаю,
Що твоїх козаків у себе не видаю:
Уже чверть года три місяця вибиває,
Як твоїх козаків у мене немає,
Ні моє дунайськеє гирло твоїх козаків не пожерло,
Ні моя дунайська вода твоїх козаків не забрала,
Їх турки не постреляли, не порубали,
До города-царя в полон не забрали...
Всі мої квіти луговії і низовії пониділи,
Що твоїх козаків у себе не виділи.
Твої козаки на черкеській горі пробувають,
Холодної води в барила набирають,
Шляхи і дороги замічали,
Городи бусурменські плюндрували,
Огнем-мечем воювали,
Сребра-злата по достатках набирали,
До річки Хортиці прибували,
Велику переправу собі мали,
До стародавньої Січі поспішали,
У стародавній Січі очертою сідали,
Сребро і злато турецьке на три часті паювали,
Мед і оковиту горілку подпивали,
За весь мир господа прохали...
Которії козаки чистим полем гуляли,
Річки низовії, помощниці дніпровії, добре знали!»